# 霍洛德涅普列索
49°25′55″N 35°18′46″E / 49.43194°N 35.31278°E
霍洛德涅普列索（烏克蘭語：Холодне Плесо），是烏克蘭中部的村莊，隸屬波爾塔瓦州的波爾塔瓦區。該村處於蘭納河畔，距離上蘭納0.5公里，海拔高度104米，2001年人口12。